# Sterne caugek
Thalasseus sandvicensis
 (avril 2013).
Si vous disposez d'ouvrages ou d'articles de référence ou si vous connaissez des sites web de qualité traitant du thème abordé ici, merci de compléter l'article en donnant les références utiles à sa vérifiabilité et en les liant à la section « Notes et références ».
Espèce
Statut de conservation UICN

 LC  : Préoccupation mineure
Synonymes
- Sterna sandvicensis

La Sterne caugek (Thalasseus sandvicensis) est une espèce d'oiseaux marins de la famille des Laridés. On lui donne aussi le nom de plovre criard, privaret (ou puveret), tavernot.
Le terme « caugek » est une référence au cri de cet oiseau ; sandvicensis est le nom latinisé d'une ville du Kent, Sandwich (Cf. le nom suédois : Sterne du Kent).
Parmi les sternes fréquentant les côtes européennes, elle se reconnaît à la pointe jaune de son bec.

## Position systématique
Cette espèce est très proche de la Sterne élégante (Thalasseus elegans), de la Sterne d'Orient (Thalasseus bernsteini) et surtout de la Sterne voyageuse (Thalasseus bengalensis) avec laquelle on a pu observer des hybridations.[réf. nécessaire]
D'après le Congrès ornithologique international, c'est une espèce monotypique.

## Morphologie
- Taille : 36 à 43 cm
- Poids : 210 à 260 g
- Envergure : 85 à 110 cm

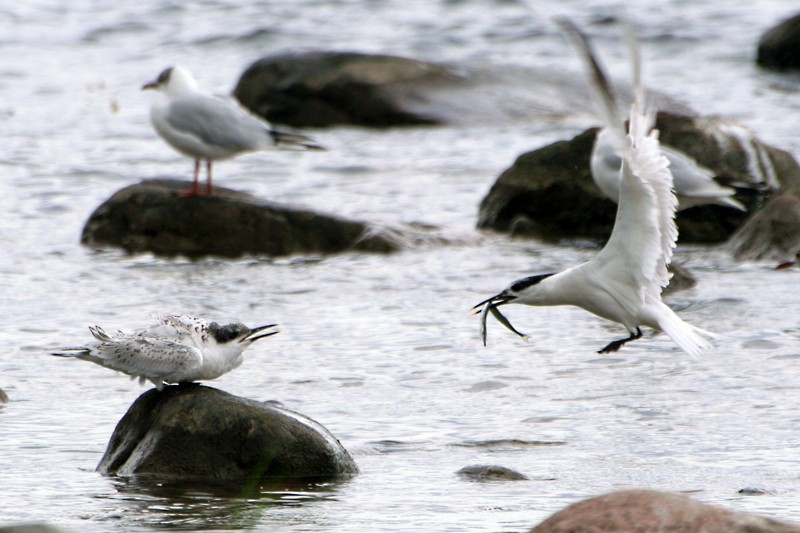
Adulte et juvénile, nourrissage

La sterne caugek a le dos gris cendré très pâle, le cou et le ventre blancs. Son bec, long et pointu, est noir avec la pointe jaune (il peut être jaune ou orange chez les sous-espèces sud-américaines). Ses pattes sont noires. Elle présente sur la tête une calotte entièrement noire pendant la saison de reproduction, mais dont la partie frontale devient blanche dès le mois de juillet, et prolongée par une courte huppe érectile toujours sombre. Sa queue est blanche, assez courte, un peu fourchue.
Chez cet oiseau actif et bruyant, le cri est discordant et criailleur, surtout émis pendant le vol -kerrièk-kerrièk- . Pendant la parade nuptiale, il émet des cris gutturaux, bec pointé vers le haut -krak-krak-

## Comportement

### Comportement social

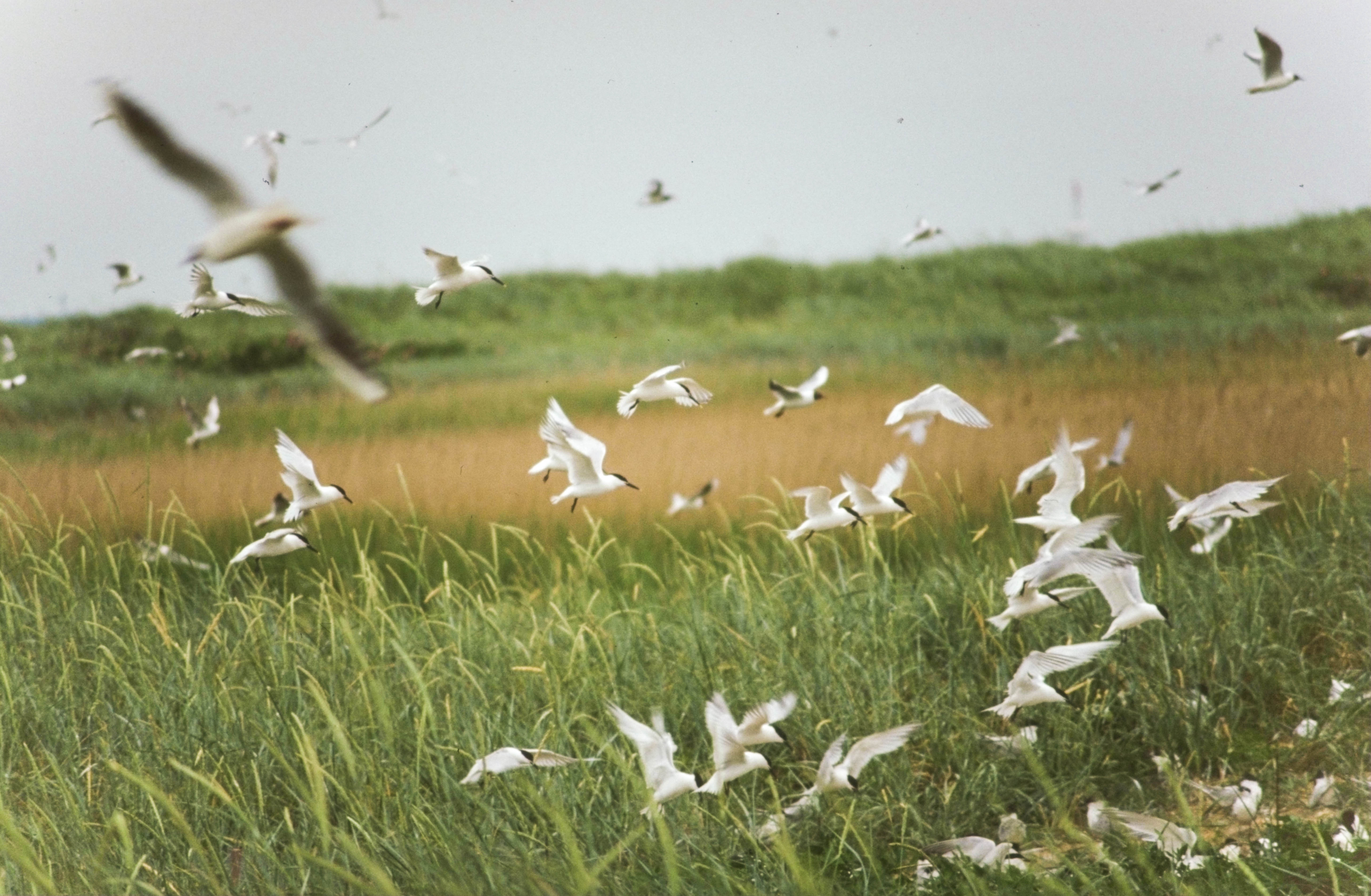
Colonie dense de sternes caugek

Cette sterne, très grégaire, vit en colonies denses avec des nids très rapprochés, parfois à moins de 30 cm les uns des autres (on peut compter jusqu'à 5 à 6 nids au m²). Une colonie de sterne caugek peut compter plusieurs milliers d'oiseaux. Contrairement à d'autres espèces de sternes, elle n'est guère agressive envers les prédateurs potentiels. Elle compte sur la densité des nids pour diminuer les risques de prédation sur ses petits. La sterne caugek niche parfois à proximité d'espèces plus agressives (sterne arctique, mouette rieuse) pour décourager les prédateurs.

Les colonies sont généralement installées sur les côtes maritimes, mais on peut les rencontrer à proximité de lacs côtiers.

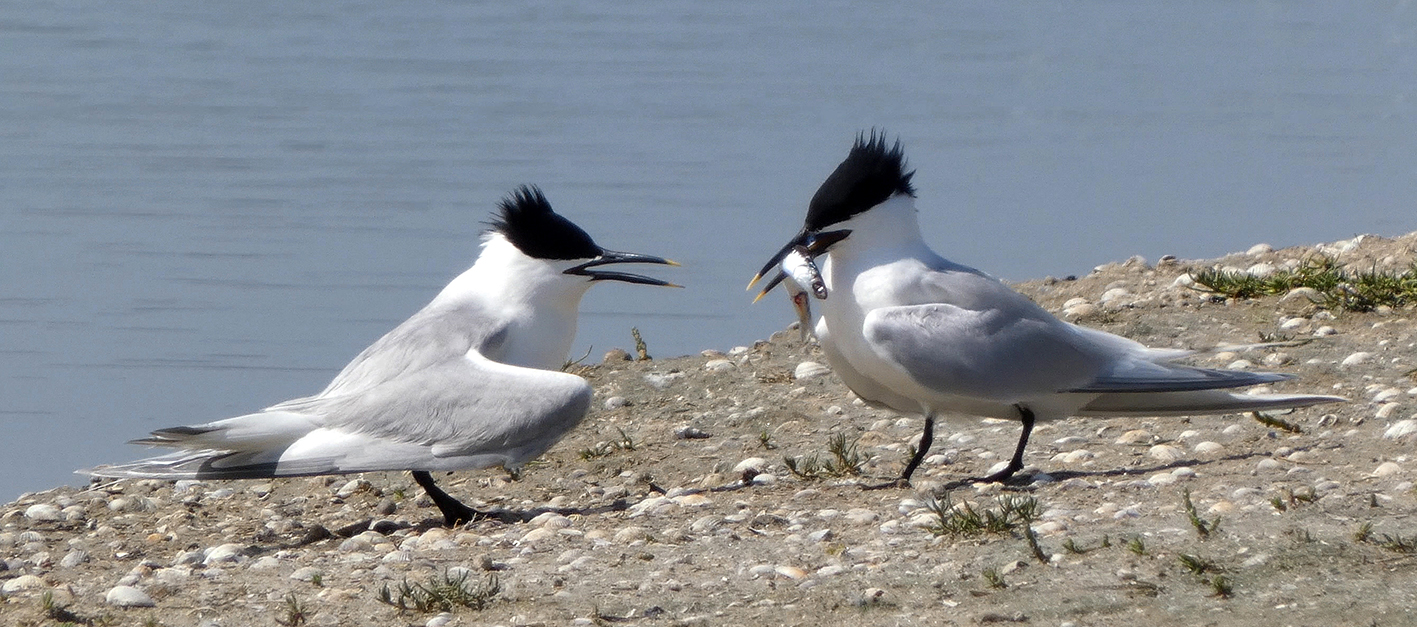
L'offrande de poisson fait partie du rituel nuptial.

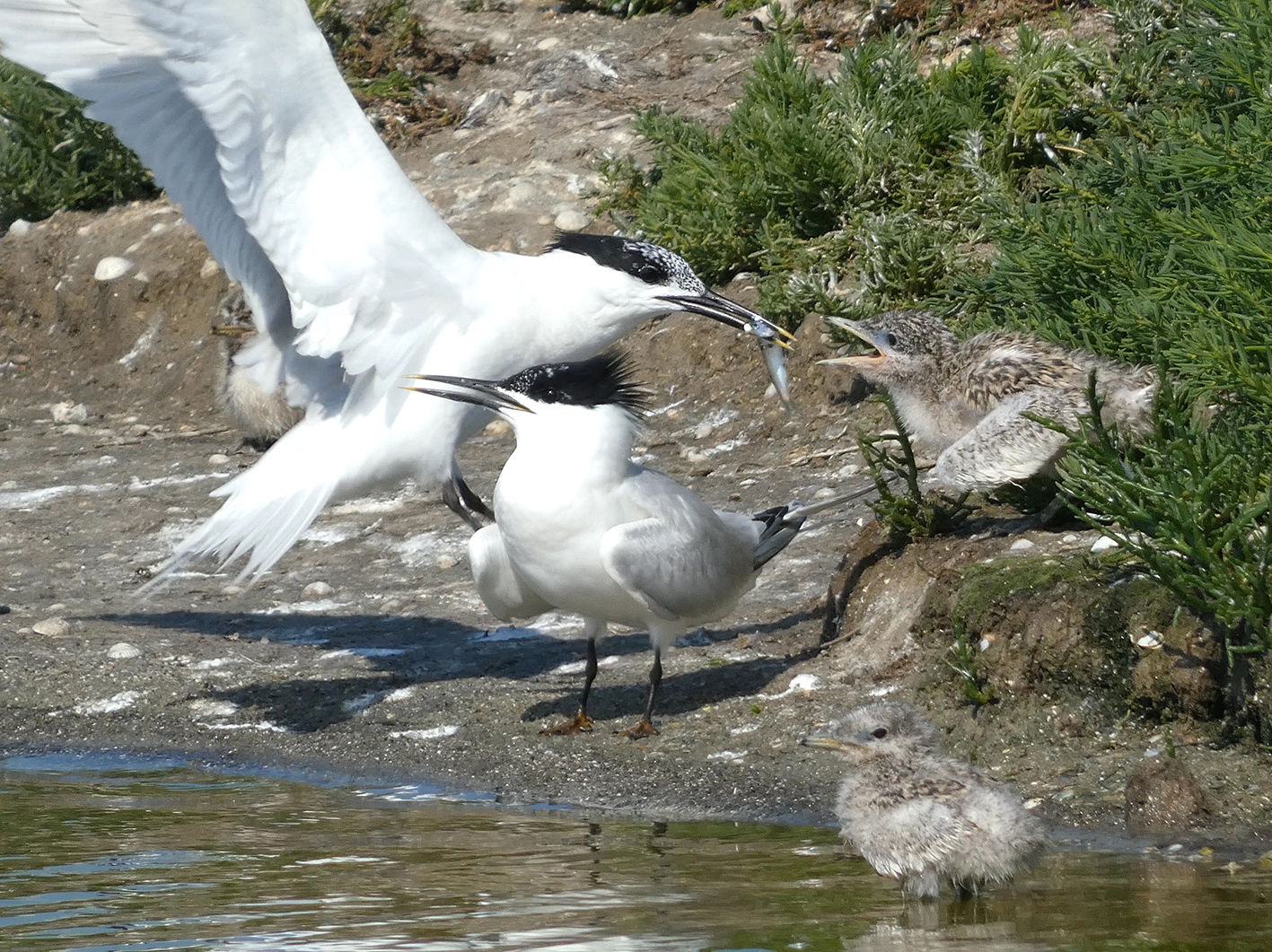
Une Sterne Caugek nourrit son poussin.

### Vol

#### Description du vol
Grâce à ses longues ailes coudées, la sterne caugek est un excellent voilier, capable de brusques changements de vitesse et de direction.

Pour repérer ses proies, elle pratique un vol battu stationnaire (vol en "saint esprit"), le bec orienté vers le bas. Une fois la proie repérée, la sterne replie ses ailes et plonge, en oblique ou à la verticale, parfois d'une hauteur importante. Son taux de réussite est très élevé.

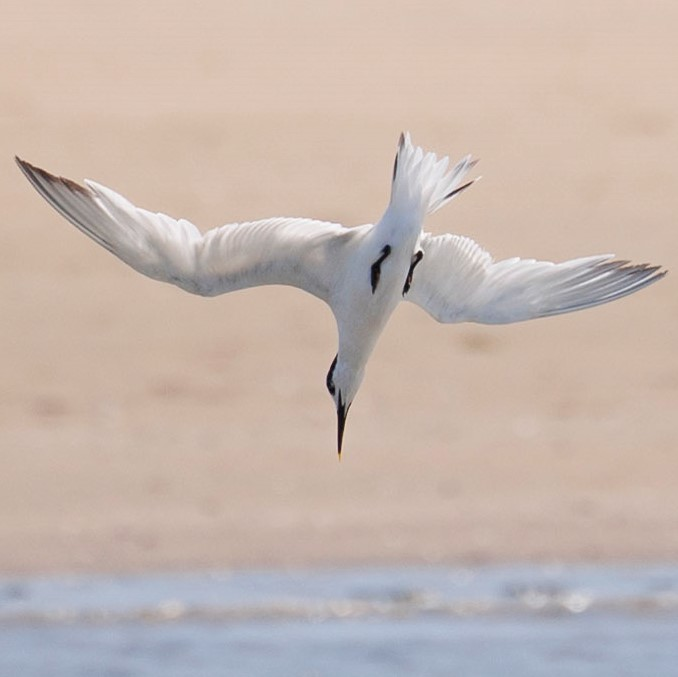
Sterne caugek plongeant
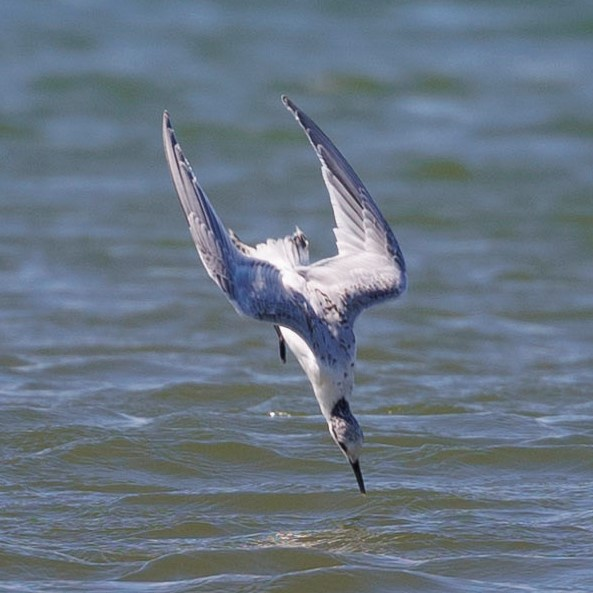
Sterne caugek plongeant
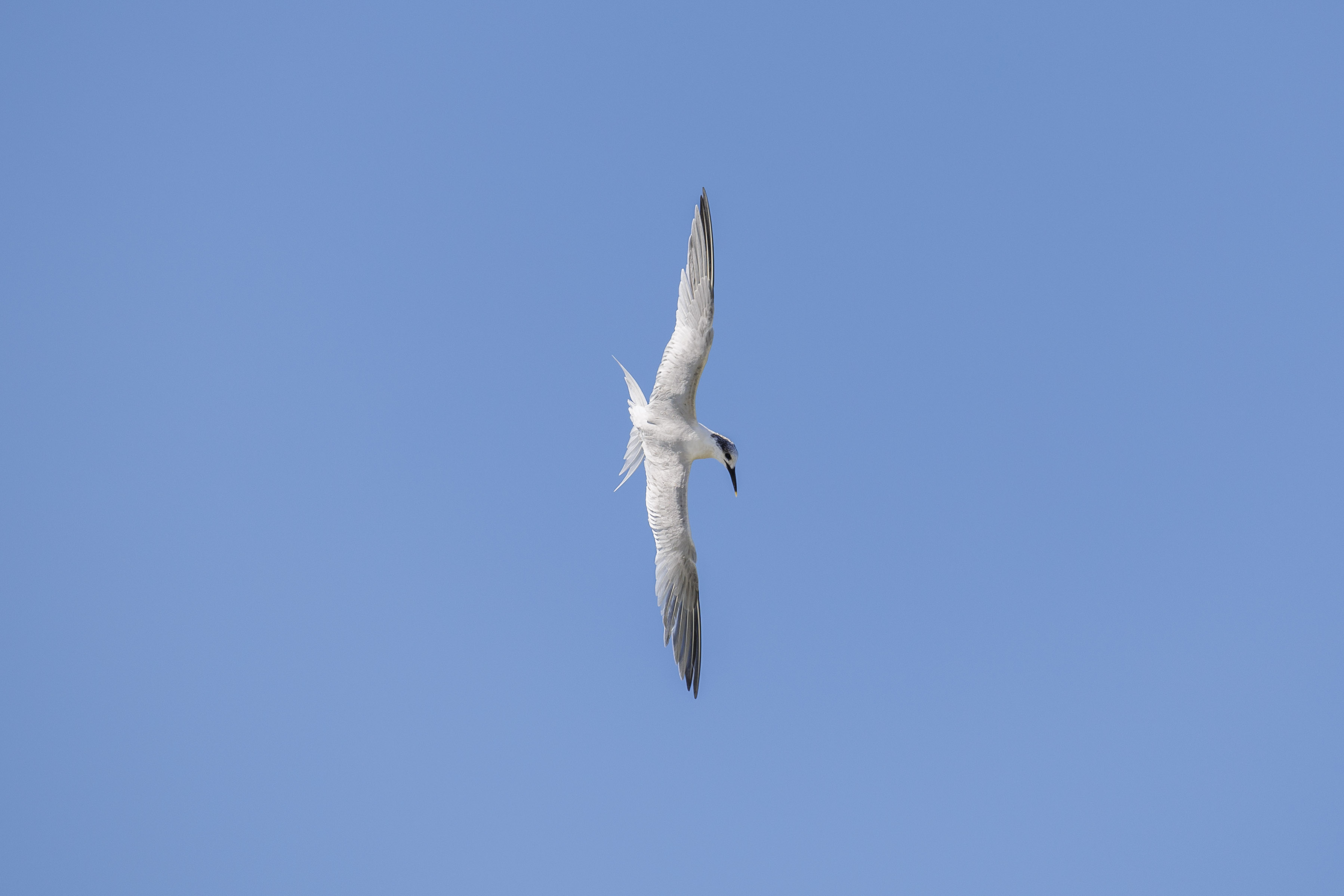
Sterne caugek en recherche de proie

#### Migration
La sterne caugek est une espèce migratrice qui rejoint son aire de nidification dans le nord vers avril/mai, puis repart vers le sud, vers sa zone d'hivernage de juillet à septembre. La migration est parfois très longue : les sternes caugek du nord de l'Europe peuvent aller hiverner aussi loin que le Mozambique, ayant longé pour ce faire toutes les côtes ouest et sud de l'Europe et de l'Afrique, puis après avoir contourné le Cap de Bonne-Espérance, remonté une partie de la côte africaine orientale.

### Alimentation

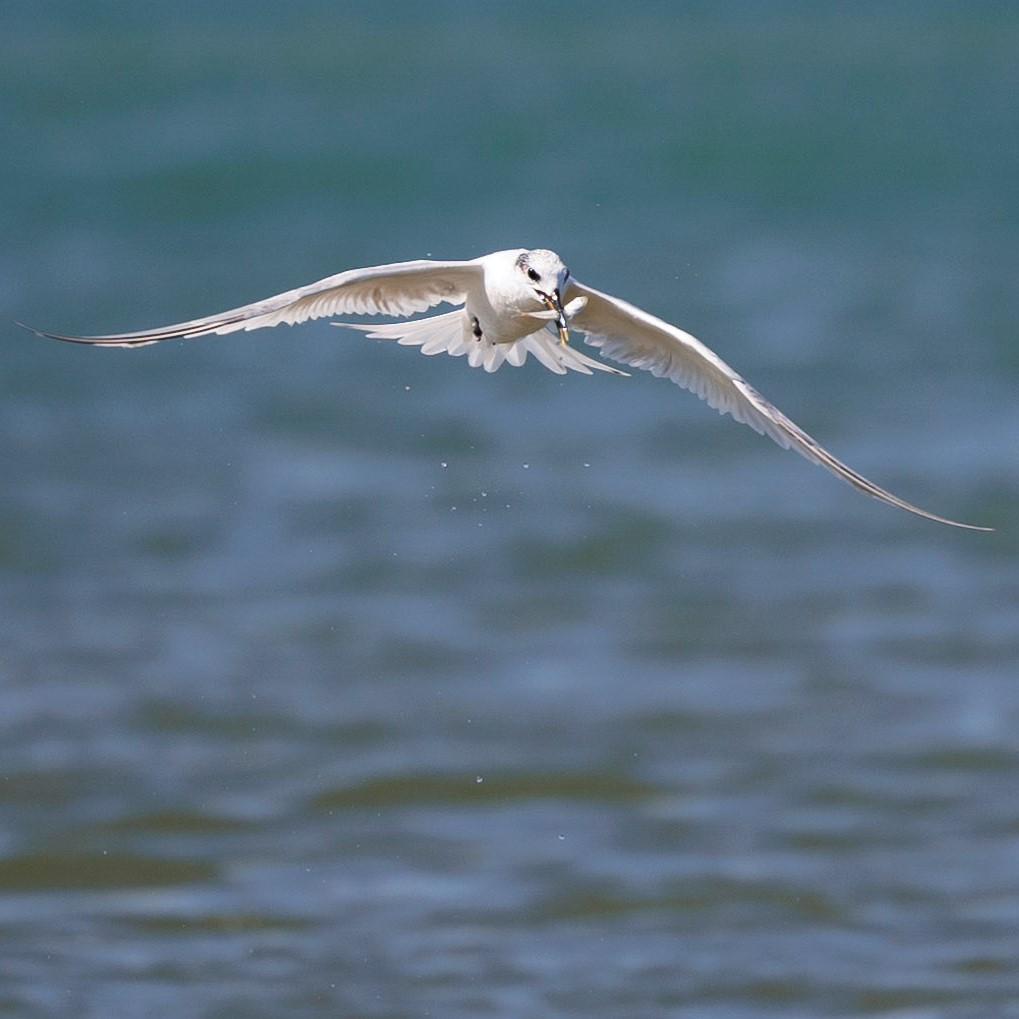
Sterne Caugek venant d'attraper un poisson

La sterne caugek se nourrit presque exclusivement de poissons. lançons, sardines, anchois, harengs, sprats et autres petits poissons marins constituent 98 % de son régime alimentaire. Elle peut aussi pêcher des vers ou des mollusques marins.

### Reproduction

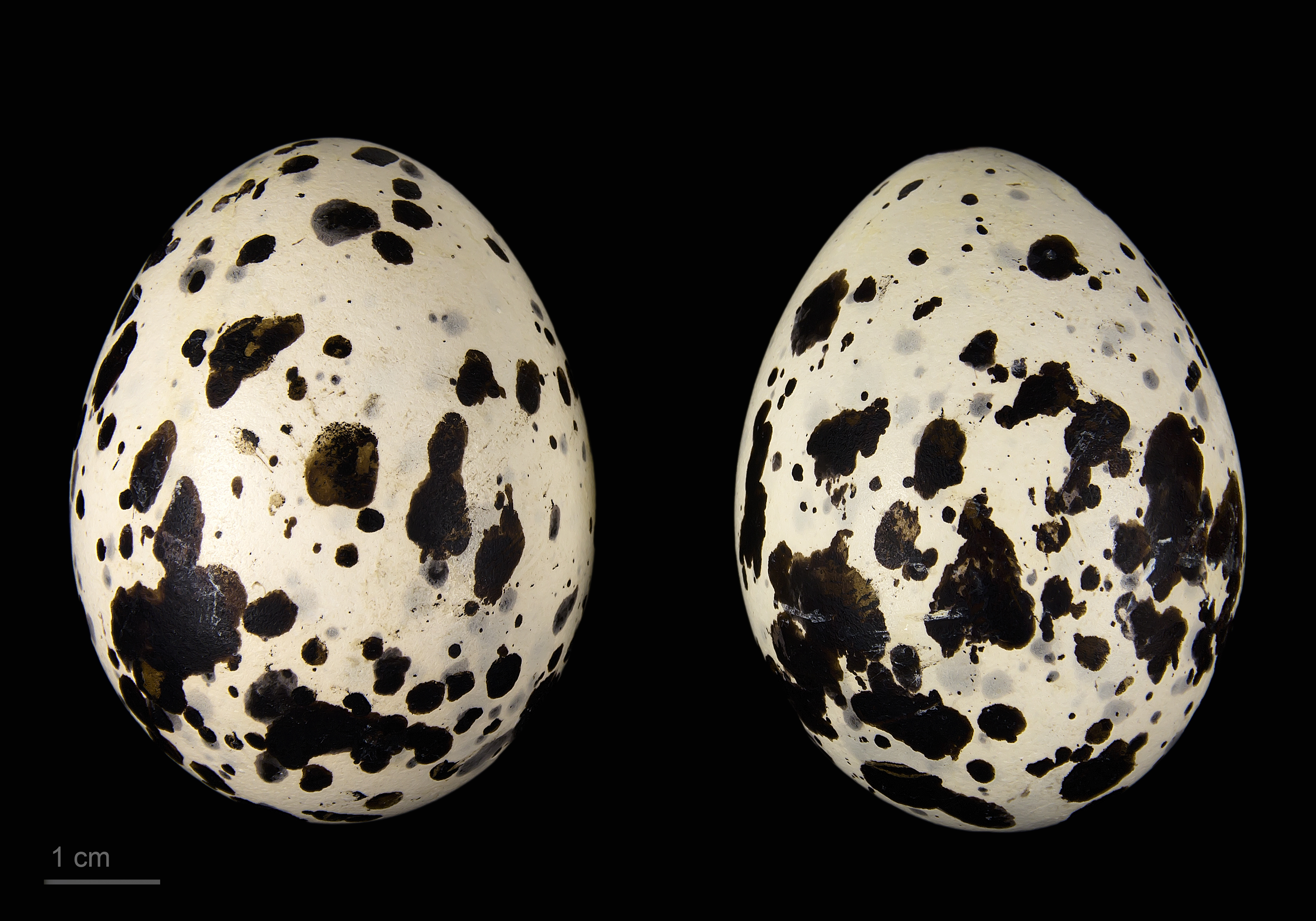
Œufs de Thalasseus sandvicensis - Muséum de Toulouse

La saison de reproduction a lieu généralement en mai-juin. La parade nuptiale présente une phase de vols acrobatiques accompagnés de nombreux cris, avec de grandes ascensions suivies de descentes rapides. La phase au sol consiste en une danse circulaire des deux partenaires, becs entrouverts, ainsi qu'une succession de cris particuliers, becs en l'air. Le mâle présente en offrande un petit poisson à la femelle.

Après l'accouplement, les parents font un trou dans le sol en guise de nid. La femelle pond, souvent à même le sol, un à trois œufs de couleur variable, allant du blanc au marron léger, souvent décorés de petites taches plus foncées.

L'incubation (qui dure de 22 à 26 jours) et le nourrissage des petits sont assurés par les deux parents. Les poussins, qui pèsent en moyenne 28 g à la naissance, sont nidifuges et peuvent s'aventurer hors du nid quelques heures après l'éclosion. Les poussins d'une quinzaine de jours se rassemblent en pouponnière surveillée par des adultes. Les petits deviennent capables de voler après cinq semaines.

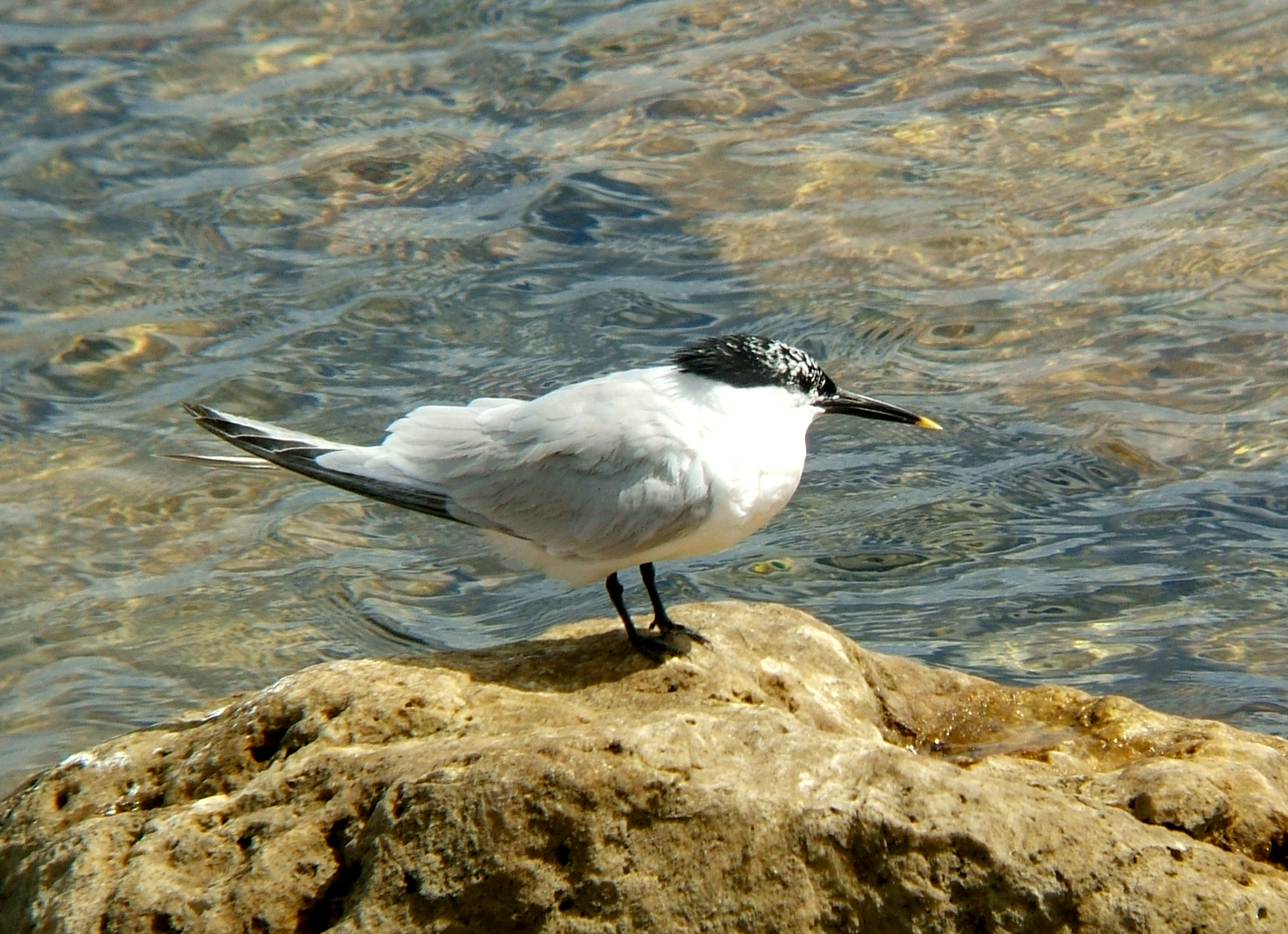
Sterne caugek (cliquez sur l'image pour l'agrandir)

Les sternes caugek, qui peuvent vivre jusqu'à 24 ans, atteignent leur maturité sexuelle à 3 ans. Le record actuel de longévité européen, déterminé par baguage, est de 30 ans et 9 mois.

## Répartition et habitat
La sterne caugek est un oiseau migrateur, sa répartition varie donc en fonction des saisons. La nidification se fait essentiellement sur les côtes européennes ou sur les côtes atlantiques du continent américain. Le départ vers les zones d'hivernage a lieu fin septembre, et le retour vers les zones de nidification fin mars. Cet oiseau niche de préférence sur des côtes basses, caillouteuses ou sablonneuses, à végétation rase ou absente.

En France, la principale colonie de sternes caugeks se trouve sur la Réserve naturelle du banc d'Arguin, avec une moyenne de 4 000 couples au début des années 2000 la population chute ces dernières années. 3 000 couples en 2007, 2 500 couples en 2008 (source point d'information sur la réserve, été 2008).

## Statut et préservation
Elle est principalement menacée par la modification de son habitat, les dérangements et la prédation par les renards lors de la nidification, et la diminution des ressources de pêche.
L'Accord sur la conservation des oiseaux d'eau migrateurs d'Afrique-Eurasie classe depuis 2002 en catégorie B2a (population assez nombreuse mais considérée comme nécessitant une attention spéciale en raison d'une concentration sur un petit nombre de sites à un stade quelconque de leur cycle annuel) les populations asiatiques, ouest-européennes et ouest-africaines de sternes caugeks, et en catégorie A3a et A3c (population peu nombreuse considérée comme menacée en raison d'une concentration sur un petit nombre de sites à un stade quelconque de leur cycle annuel et d'une manifestation d'un déclin significatif à long terme) celles de la Mer Méditerranée et de la Mer Noire.
Birdlife International estime que la population européenne comprend de 82 000 à 130 000 couples en été (ce qui représente, selon Birdlife International, 50 % de la population totale), et 3 200 individus hivernants (Russie incluse). Cette population ayant enregistré un déclin certes modéré, mais généralisé à tous les pays, cette organisation classe cet oiseau dans la catégorie SPEC2 (situation défavorable en Europe, espèce concentrée en Europe).

L'AEE a classé cette espèce dans la catégorie "en déclin"; elle a en effet été déclarée dans la catégorie "vulnérable" par l'Italie et la Suède, et dans la catégorie "en danger" par les Pays-Bas et la Pologne.
L'UICN classe cette espèce dans la catégorie "préoccupation mineure", estimant sa population mondiale à un nombre variant entre 460 000 et 500 000 individus, sur une aire de répartition s'étendant sur 100 000 à 1 million de km².

## Protection
La sterne caugek bénéficie d'une protection totale sur le territoire français depuis l'arrêté ministériel du 17 avril 1981 relatif aux oiseaux protégés sur l'ensemble du territoire. Elle est inscrite à l'annexe I de la directive Oiseaux de l'Union européenne. Il est donc interdit de la détruire, la mutiler, la capturer ou l'enlever, de la perturber intentionnellement ou de la naturaliser, ainsi que de détruire ou enlever les œufs et les nids, et de détruire, altérer ou dégrader son milieu. Qu'elle soit vivante ou morte, il est aussi interdit de la transporter, colporter, de l'utiliser, de la détenir, de la vendre ou de l'acheter.
L'US Migratory Bird Act classe aussi cette sterne parmi les espèces à protéger.

## Curiosités
Plusieurs pays ont émis un timbre à l'effigie de cet oiseau : les Pays-Bas (1982), la Gambie (1999), l'Albanie (1973) et les îles de Jersey (1998), d'Aurigny (2003) et d'Aruba (2004).

### Photos et vidéos
- Galerie photo sur African Bird Club
- Galerie aves sur la sterne caugek
- Galerie photo Flickr sur Avibase
- Galerie photo sur Marevita
- Vidéo IBC (Internet Bird Collection) vidéo d'une colonie de sternes caugek sur le Delta de l'Ebre
- Vidéo IBC (Internet Bird Collection) Parade nuptiale et accouplement, Delta de l'Ebre.
- Birds of the world on postage stamps